# Tineke Lagerberg
Tineke Lagerberg est une nageuse néerlandaise née le 30 janvier 1941 à Bussum.

## Biographie
Tineke Lagerberg dispute l'épreuve du 400 m nage libre aux Jeux olympiques d'été de 1960 de Rome et remporte la médaille de bronze.

## Palmarès

### Championnats d'Europe
- Championnats d'Europe 1958 à Budapest (Hongrie)
  -  Médaille d'or du 100 m papillon
  -  Médaille d'or du relais 4 × 100 m nage libre